# Euthera skusei
Euthera skusei là một loài ruồi trong họ Tachinidae.